# أولكسندر ليبيدينكو
أولكسندر ليبيدينكو (بالأوكرانية: Лебеденко Олександр Вікторович)‏ هو لاعب كرة قدم أوكراني في مركز الهجوم، ولد في 13 أغسطس 1989 في Krasnopillia, Sumy Oblast ‏ في أوكرانيا. لعب مع FC Poltava ‏.

## وصلات خارجية
- أولكسندر ليبيدينكو على موقع اتحاد أوكرانيا (الإنجليزية)
- أولكسندر ليبيدينكو على موقع قاعدة بيانات كرة القدم.إي يو (الإنجليزية)
- أولكسندر ليبيدينكو على موقع Soccerway.com (الإنجليزية)